# 第2方面軍 (日本軍)
第2方面軍（だいにほうめんぐん）は、大日本帝国陸軍の方面軍の一つ。

## 沿革
1942年（昭和17年）7月に編制され、関東軍に編入された。1943年10月30日、豪北方面（オーストラリアの北方に位置するオランダ領東インド東部）に転用され大本営に直属した。

## 概要
- 通称号：輝
- 編制時期：1942年（昭和17年）7月4日 - 1945年（昭和20年）6月13日復員
- 最終位置：セレベス(シンカン)

### 方面軍人事
司令官
- 阿南惟幾 陸軍中将（陸士18期）：1942年（昭和17年）7月1日 - 1944年（昭和19年）12月26日
- 飯村穣 陸軍中将（陸士21期）：1944年（昭和19年）12月26日 - 1945年（昭和20年）5月29日

参謀長
- 吉原矩 陸軍少将（陸士27期）：1942年（昭和17年）7月4日 - 1942年（昭和17年）11月9日
- 渡辺洋 陸軍少将（陸士27期）：1942年（昭和17年）11月9日 - 1943年（昭和18年）10月29日
- 沼田多稼蔵 陸軍中将（陸士24期）：1943年（昭和18年）10月29日 - 1944年（昭和19年）12月26日
- 佐久間亮三 陸軍少将（陸士27期）：1944年（昭和19年）12月26日 - 1945年（昭和20年）5月29日

参謀副長
- 寺田雅雄 陸軍少将（陸士29期）：1943年（昭和18年）10月29日 - 1944年（昭和19年）4月17日
- 後藤光蔵 陸軍少将（陸士29期）：1944年（昭和19年）4月17日 - 1945年（昭和20年）2月20日
- 重安穐之助 陸軍少将（陸士33期）：1945年（昭和20年）3月1日 - 1945年（昭和20年）4月7日

高級参謀（作戦課長）
- 安達久 （陸士33期）：1942年（昭和17年）7月1日 - 1943年（昭和18年）10月25日
- 堀場一雄 （陸士34期）：1943年（昭和18年）10月25日 - 1944年（昭和19年）3月22日
- 重安穐之助 （陸士33期）：1944年（昭和19年）3月22日 - 1945年（昭和20年）3月1日

### 最終隷下部隊
- 第32師団
- 海上機動第2旅団
- 第10歩兵団
- 第2軍
  - 第35師団
  - 第36師団